# Repêchage amateur de l'AMH 1974
1973 1975
Le repêchage amateur de l'association mondiale de hockey 1974 a été le second repêchage de l'histoire de l'association (WHA).

## Sélections
Les joueurs ayant évolué dans l'AMH seront indiqués par une mise en gras et une ligne en couleur. Les sigles suivants seront utilisés dans les tableaux pour parler des ligues mineures:
- AHO: Association de Hockey de l'Ontario – aujourd'hui Ligue de hockey de l'Ontario.
- LHJMQ: Ligue de hockey junior majeur du Québec.
- NCAA: National Collegiate Athletic Association
- LHCO: Ligue de hockey de l'Ouest
- CIAU: Sport interuniversitaire canadien

### 1ertour
| Rang | Joueur           | Nationalité | Équipe AMH                        | Repêché depuis                       |
| ---- | ---------------- | ----------- | --------------------------------- | ------------------------------------ |
| 1    | Pat Price        | Canada      | Blazers de Vancouver              | Blades de Saskatoon (LHCO)           |
| 2    | Mike Will        | Canada      | Racers d'Indianapolis             | Oil Kings d'Edmonton (LCHO)          |
| 3    | Don Larway       | Canada      | Stingers de Cincinnati            | Broncos de Swift Current (LHCO)      |
| 4    | Bill Reed        | Canada      | Stags du Michigan                 | Greyhounds de Sault Ste. Marie (AHO) |
| 5    | Dennis Olmstead  | Canada      | Roadrunners de Phoenix            | Badgers du Wisconsin (NCAA)          |
| 6    | Brad Rhiness     | Canada      | Mariners de San Diego             | Canadians de Kingston (AHO)          |
| 7    | Randy Andreachuk | Canada      | Jets de Winnipeg                  | Chiefs de Kamloops(LHCO)             |
| 8    | Gary Soetaert    | Canada      | Oilers d'Edmonton                 | Oil Kings d'Edmonton(LHCO)           |
| 9    | Réal Cloutier    | Canada      | Nordiques de Québec               | Remparts de Québec (LHJMQ)           |
| 10   | Gary MacGregor   | Canada      | Cougars de Chicago                | Royals de Cornwall (LHJMQ)           |
| 11   | Paul Baxter      | Canada      | Crusaders de Cleveland            | Clubs de Winnipeg (LHCO)             |
| 12   | Jim Turkiewicz   | Canada      | Toros de Toronto                  | Petes de Peterborough (AHO)          |
| 13   | Tim Young        | Canada      | Whalers de la Nouvelle-Angleterre | 67 d'Ottawa (AHO)                    |
| 14   | Bruce Boudreau   | Canada      | Fighting Saints du Minnesota      | Marlboros de Toronto (AHO)           |
| 15   | Dick Spannbauer  | États-Unis  | Aeros de Houston                  | Golden Gophers du Minnesota (NCAA)   |

### 2etour
| Rang | Joueur             | Nationalité | Équipe AMH                        | Repêché depuis                        |
| ---- | ------------------ | ----------- | --------------------------------- | ------------------------------------- |
| 16   | Dave Gorman        | Canada      | Roadrunners de Phoenix            | Black Hawks de Saint Catharines (AHO) |
| 17   | Craig Hamner       | États-Unis  | Racers d'Indianapolis             | Vulcans de St.-Paul (MJHL)            |
| 18   | Bryan Trottier     | Canada      | Stingers de Cincinnati            | Broncos de Swift Current (LHCO)       |
| 19   | Rick Blight        | Canada      | Stags du Michigan                 | Wheat Kings de Brandon (LHCO)         |
| 20   | Jacques Cossette   | Canada      | Blazers de Vancouver              | Éperviers de Sorel (LHJMQ)            |
| 21   | Kevin Devine       | Canada      | Mariners de San Diego             | Marlboros de Toronto (AHO)            |
| 22   | Brian Engblom      | Canada      | Jets de Winnipeg                  | Badgers du Wisconsin (NCAA)           |
| 23   | Glen Burdon        | Canada      | Oilers d'Edmonton                 | Pats de Regina (LHCO)                 |
| 24   | Charles Constantin | Canada      | Nordiques de Québec               | Remparts de Québec (LHJMQ)            |
| 25   | Tim Burke          | États-Unis  | Cougars de Chicago                | Wildcats du New Hampshire (NCAA)      |
| 26   | Charlie Simmer     | Canada      | Crusaders de Cleveland            | Greyhounds de Sault Ste. Marie (AHO)  |
| 27   | Roger Lemelin      | Canada      | Toros de Toronto                  | Knights de London (AHO)               |
| 28   | Mike Eruzione      | États-Unis  | Whalers de la Nouvelle-Angleterre | Terriers de Boston (NCAA)             |
| 29   | Rob Laird          | Canada      | Fighting Saints du Minnesota      | Pats de Regina (LHCO)                 |
| 30   | Pierre Larouche    | Canada      | Aeros de Houston                  | Éperviers de Sorel (LHJMQ)            |

### 3etour
| Rang | Joueur          | Nationalité | Équipe AMH                        | Repêché depuis                   |
| ---- | --------------- | ----------- | --------------------------------- | -------------------------------- |
| 31   | Greg Joly       | Canada      | Roadrunners de Phoenix            | Pats de Regina (LHCO)            |
| 32   | Bill Lochead    | Canada      | Racers d'Indianapolis             | Generals d'Oshawa (AHO)          |
| 33   | Tiger Williams  | Canada      | Stingers de Cincinnati            | Broncos de Swift Current (LHCO)  |
| 34   | Cam Connor      | Canada      | Roadrunners de Phoenix            | Bombers de Flin Flon (LHCO)      |
| 35   | Ron Greschner   | Canada      | Blazers de Vancouver              | Bruins de New Westminster (LHCO) |
| 36   | Rick Chartraw   | États-Unis  | Mariners de San Diego             | Rangers de Kitchener (AHO)       |
| 37   | Clark Gillies   | Canada      | Oilers d'Edmonton                 | Pats de Regina (LHCO)            |
| 38   | Paul McIntosh   | Canada      | Cougars de Chicago                | Petes de Peterborough (AHO)      |
| 39   | John Hughes     | Canada      | Aeros de Houston                  | Marlboros de Toronto (AHO)       |
| 40   | Doug Risebrough | Canada      | Crusaders de Cleveland            | Rangers de Kitchener (AHO)       |
| 41   | Danny Gare      | Canada      | Jets de Winnipeg                  | Centennials de Calgary (LHCO)    |
| 42   | Alain Daigle    | Canada      | Nordiques de Québec               | Ducs de Trois-Rivières (LHJMQ)   |
| 43   | Bruce Affleck   | Canada      | Crusaders de Cleveland            | Pioneers de Denver (NCAA)        |
| 44   | Peter Sturgeon  | Canada      | Whalers de la Nouvelle-Angleterre | Rangers de Kitchener (AHO)       |
| 45   | Rich Nantais    | Canada      | Aeros de Houston                  | Remparts de Québec (LHJMQ)       |

### 4etour
| Rang | Joueur           | Nationalité | Équipe AMH                        | Repêché depuis                  |
| ---- | ---------------- | ----------- | --------------------------------- | ------------------------------- |
| 46   | Brian Kinsella   | Canada      | Roadrunners de Phoenix            | Generals d'Oshawa (AHO)         |
| 47   | Bob Bourne       | Canada      | Racers d'Indianapolis             | Blades de Saskatoon (LHCO)      |
| 48   | Dave Inkpen      | Canada      | Stingers de Cincinnati            | Oil Kings d'Edmonton (LHCO)     |
| 49   | Mike Rogers      | Canada      | Oilers d'Edmonton                 | Centennials de Calgary(LHCO)    |
| 50   | Ron Chipperfield | Canada      | Blazers de Vancouver              | Wheat Kings de Brandon (LHCO)   |
| 51   | Jerry Holland    | Canada      | Stingers de Cincinnati            | Centennials de Calgary (LHCO)   |
| 52   | Bill Evo         | États-Unis  | Stingers de Cincinnati            | Petes de Peterborough (AHO)     |
| 53   | Brad Winton      | Canada      | Roadrunners de Phoenix            | Marlboros de Toronto (AHO)      |
| 54   | Mike Palmateer   | Canada      | Stingers de Cincinnati            | Marlboros de Toronto (AHO)      |
| 55   | John Stewart     | Canada      | Crusaders de Cleveland            | Falcons de Bowling Green (NCAA) |
| 56   | Gord McTavish    | Canada      | Jets de Winnipeg                  | Wolves de Sudbury (AHO)         |
| 57   | Ron Ashton       | Canada      | Jets de Winnipeg                  | Blades de Saskatoon (LHCO)      |
| 58   | John Paddock     | Canada      | Fighting Saints du Minnesota      | Wheat Kings de Brandon (LHCO)   |
| 59   | Michel Deziel    | Canada      | Whalers de la Nouvelle-Angleterre | Éperviers de Sorel (LHJMQ)      |
| 60   | Terry Ruskowski  | Canada      | Aeros de Houston                  | Broncos de Swift Current (LHCO) |

### 5etour
| Rang | Joueur            | Nationalité | Équipe AMH                        | Repêché depuis                        |
| ---- | ----------------- | ----------- | --------------------------------- | ------------------------------------- |
| 60   | Jim Clarke        |             | Roadrunners de Phoenix            | Marlboros de Toronto (AHO)            |
| 61   | Mike Wong         |             | Racers d'Indianapolis             | Stars Junior du Minnesota (USHS)      |
| 62   | Mark Lomenda      |             | Cougars de Chicago                | Cougars de Victoria (LHCO)            |
| 63   | Barry Legge       | Canada      | Stags du Michigan                 | Clubs de Winnipeg (LHCO)              |
| 64   | Peter Driscoll    | Canada      | Blazers de Vancouver              | Canadians de Kingston (AHO)           |
| 65   | Jim Warden        |             | Mariners de San Diego             | Huskies de Michigan Tech (NCAA)       |
| 66   | Kim MacDougall    |             | Jets de Winnipeg                  | Pats de Regina (LHCO)                 |
| 67   | Paul Holmgren     |             | Oilers d'Edmonton                 | Vulcans de St.-Paul (MJHL)            |
| 68   | Garry Lariviere   |             | Cougars de Chicago                | Black Hawks de Saint Catharines (AHO) |
| 69   | Paul Nicholson    |             | Stags du Michigan                 | Knights de London (AHO)               |
| 70   | Brad Anderson     |             | Stingers de Cincinnati            | Cougars de Victoria (LHCO)            |
| 71   | Carlo Torresan    |             | Toros de Toronto                  | Éperviers de Sorel (LHJMQ)            |
| 72   | Peter Brown       |             | Whalers de la Nouvelle-Angleterre | Terriers de Boston (NCAA)             |
| 73   | William Schneider |             | Fighting Saints du Minnesota      | Golden Gophers du Minnesota (NCAA)    |
| 74   | Pete LoPresti     |             | Aeros de Houston                  | Pioneers de Denver (NCAA)             |

### 6etour
| Rang | Joueur          | Nationalité | Équipe AMH                        | Repêché depuis                       |
| ---- | --------------- | ----------- | --------------------------------- | ------------------------------------ |
| 75   | Bruce Aberhart  |             | Roadrunners de Phoenix            | Knights de London (AHO)              |
| 76   | Mike Zuke       |             | Racers d'Indianapolis             | Huskies de Michigan Tech (NCAA)      |
| 77   | Bob Murray      |             | Stingers de Cincinnati            | Royals de Cornwall (LHJMQ)           |
| 78   | Jamie Hislop    |             | Crusaders de Cleveland            | Wildcats de New Hampshire (NCAA)     |
| 79   | Dave Given      |             | Blazers de Vancouver              | Bears de Brown (NCAA)                |
| 80   | Jamie Bateman   |             | Mariners de San Diego             | Remparts de Québec (LHJMQ)           |
| 81   | Boyd Anderson   |             | Jets de Winnipeg                  | Tigers de Medicine Hat (LHCO)        |
| 82   | Kevin Treacy    |             | Oilers d'Edmonton                 | Royals de Cornwall (LHJMQ)           |
| 83   | Jean Bernier    |             | Nordiques de Québec               | Dynamos de Shawinigan (LHJMQ)        |
| 84   | Paul Evans      |             | Cougars de Chicago                | Rangers de Kitchener (AHO)           |
| 85   | Derrick Emerson |             | Mariners de San Diego             | Bleu-Blanc-Rouge de Montréal (LHJMQ) |
| 86   | Ron Sedlbauer   |             | Toros de Toronto                  | Rangers de Kitchener (AHO)           |
| 87   | Dick Lamby      |             | Whalers de la Nouvelle-Angleterre | Collège de Salem State (NCAA)        |
| 88   | Dave Hanson     |             | Fighting Saints du Minnesota      | Vulcans de St.-Paul (MJHL)           |
| 89   | Derek Smith     |             | Aeros de Houston                  | 67 d'Ottawa (AHO)                    |

### 7etour
| Rang | Joueur        | Nationalité | Équipe AMH                        | Repêché depuis                        |
| ---- | ------------- | ----------- | --------------------------------- | ------------------------------------- |
| 90   | Gordon Buynak |             | Roadrunners de Phoenix            | Canadians de Kingston (AHO)           |
| 91   | Pat Ribble    |             | Racers d'Indianapolis             | Generals d'Oshawa (AHO)               |
| 92   | Larry Finck   |             | Stags du Michigan                 | Black Hawks de Saint Catharines (AHO) |
| 93   | Steve Jensen  |             | Blazers de Vancouver              | Huskies de Michigan Tech (NCAA)       |
| 94   | Mike Boland   |             | Mariners de San Diego             | Greyhounds de Sault Ste. Marie (AHO)  |
| 95   | Rick Uhrich   |             | Jets de Winnipeg                  | Pats de Regina (LHCO)                 |
| 96   | Dave Langevin |             | Oilers d'Edmonton                 | Bulldogs de Duluth (NCAA)             |
| 97   | Dave Logan    |             | Nordiques de Québec               | National de Laval (LHJMQ)             |
| 98   | Scott Jessee  |             | Cougars de Chicago                | Huskies de Michigan Tech (NCAA)       |
| 99   | Mike Thompson |             | Crusaders de Cleveland            | Cougars de Victoria (LHCO)            |
| 100  | Gilles Lupien |             | Toros de Toronto                  | Bleu-Blanc-Rouge de Montréal (LHJMQ)  |
| 101  | Don MacLean   |             | Whalers de la Nouvelle-Angleterre | Wolves de Sudbury (AHO)               |
| 102  | Steve Carlson | États-Unis  | Fighting Saints du Minnesota      | Iron Rangers de Marquette (USHL)      |
| 103  | Bob Sirois    |             | Aeros de Houston                  | Bleu-Blanc-Rouge de Montréal (LHJMQ)  |

### 8etour
| Rang | Joueur          | Nationalité | Équipe AMH                        | Repêché depuis                     |
| ---- | --------------- | ----------- | --------------------------------- | ---------------------------------- |
| 104  | Robbie Watt     |             | Roadrunners de Phoenix            | Bombers de Flin-Flon (LHCO)        |
| 105  | Harold Snepsts  |             | Racers d'Indianapolis             | Oil Kings d'Edmonton (LHCO)        |
| 106  | Joe Micheletti  |             | Stingers de Cincinnati            | Golden Gophers du Minnesota (NCAA) |
| 107  | Eddie Johnston  |             | Stags du Michigan                 | Tigers de Medicine Hat (LHCO)      |
| 108  | Dave Lumley     |             | Blazers de Vancouver              | Wildcats du New Hampshire (NCAA)   |
| 109  | Ray Maluta      |             | Mariners de San Diego             | Bombers de Flin-Flon (LHCO)        |
| 110  | Dave Rooke      |             | Jets de Winnipeg                  | Royals de Cornwall (LHJMQ)         |
| 111  | Bernard Noreau  |             | Oilers d'Edmonton                 | National de Laval (LHJMQ)          |
| 112  | Michel Bergeron |             | Nordiques de Québec               | Éperviers de Sorel (LHJMQ)         |
| 113  | Emile DeMoissac |             | Cougars de Chicago                | Bruins de New Westminster (LHCO)   |
| 114  | Tom Lindskog    |             | Crusaders de Cleveland            | Wolverines du Michigan (NCAA)      |
| 115  | Garth Malarchuk |             | Toros de Toronto                  | Centennials de Calgary (LHCO)      |
| 116  | Joe Rando       |             | Whalers de la Nouvelle-Angleterre | Wildcats du New Hampshire (NCAA)   |
| 117  | Al Hillier      |             | Fighting Saints du Minnesota      | Bombers de Flin-Flon (LHCO)        |
| 118  | Ken Gassoff     |             | Aeros de Houston                  | Tigers de Medicine Hat (LHCO)      |

### 9etour
| Rang | Joueur         | Nationalité | Équipe AMH                        | Repêché depuis                      |
| ---- | -------------- | ----------- | --------------------------------- | ----------------------------------- |
| 119  | Andy Spruce    |             | Roadrunners de Phoenix            | Knights de London (AHO)             |
| 120  | Peter Roberts  |             | Racers d'Indianapolis             | Équipe junior de St. Cloud (USHS)   |
| 121  | John Sheridan  |             | Racers d'Indianapolis             | Golden Gophers du Minnesota (NCAA)  |
| 122  | Ron Pronchuk   |             | Stags du Michigan                 | Wheat Kings de Brandon (LHCO)       |
| 123  | Mike Hobin     |             | Blazers de Vancouver              | Red Wings d'Hamilton (AHO)          |
| 124  | Greg Holst     |             | Mariners de San Diego             | Canadians de Kingston (AHO)         |
| 125  | Bob Ferguson   |             | Jets de Winnipeg                  | Royals de Cornwall (LHJMQ)          |
| 126  | Tom Sundberg   |             | Oilers d'Edmonton                 | Vulcans de St.-Paul (MJHL)          |
| 127  | Denis Carufel  |             | Nordiques de Québec               | Éperviers de Sorel (LHJMQ)          |
| 128  | John Shewchuk  |             | Cougars de Chicago                | Vulcans de St.-Paul (MJHL)          |
| 129  | Harvey Stewart |             | Crusaders de Cleveland            | Bombers de Flin-Flon (LHCO)         |
| 130  | John Harper    |             | Toros de Toronto                  | Big Red de Cornell (NCAA)           |
| 131  | Brian Walsh    |             | Whalers de la Nouvelle-Angleterre | Fighting Irish de Notre Dame (NCAA) |
| 132  | Jack Carlson   | États-Unis  | Fighting Saints du Minnesota      | Iron Rangers de Marquette (USHL)    |
| 133  | Murray Beck    |             | Aeros de Houston                  | Bruins de New Westminster (LHCO)    |

### 10etour
| Rang | Joueur        | Nationalité | Équipe AMH                        | Repêché depuis                       |
| ---- | ------------- | ----------- | --------------------------------- | ------------------------------------ |
| 134  | Steve Short   |             | Roadrunners de Phoenix            | Vulcans de St.-Paul (MJHL)           |
| 135  | Tom Price     |             | Racers d'Indianapolis             | 67 d'Ottawa (AHO)                    |
| 136  | Mark Toulet   |             | Racers d'Indianapolis             | Université de Moncton (CIAU)         |
| 137  | Paul Touzin   |             | Stags du Michigan                 | Dynamos de Shawinigan (LHJMQ)        |
| 138  | Mario Faubert |             | Blazers de Vancouver              | Université de St. Louis (NCAA)       |
| 139  | Mike McKegney |             | Mariners de San Diego             | Rangers de Kitchener (AHO)           |
| 140  | John Duncan   |             | Jets de Winnipeg                  | Royals de Cornwall (LHJMQ)           |
| 141  | Cam Botting   |             | Oilers d'Edmonton                 | Flyers de Niagara Falls (LHJSO)      |
| 142  | Claude Dupuis | Canada      | Nordiques de Québec               | National de Laval (LHJMQ)            |
| 143  | Mark Trivett  |             | Cougars de Chicago                | Royals de Cornwall (LHJMQ)           |
| 144  | Steve CoIp    |             | Crusaders de Cleveland            | Americans du Michigan (LHJSO)        |
| 145  | Joe McNeil    |             | Toros de Toronto                  | Université St. Francis Xavier (CIAU) |
| 146  | John Nazar    |             | Whalers de la Nouvelle-Angleterre | Royals de Cornwall (LHJMQ)           |
| 147  | Rick Moore    |             | Fighting Saints du Minnesota      | Bleu-Blanc-Rouge de Montréal (LHJMQ) |
| 148  | Jerry Badiuk  |             | Aeros de Houston                  | Rangers de Kitchener (AHO)           |

### 11etour
| Rang | Joueur            | Nationalité | Équipe AMH                        | Repêché depuis                              |
| ---- | ----------------- | ----------- | --------------------------------- | ------------------------------------------- |
| 149  | John Taft         |             | Roadrunners de Phoenix            | Badgers du Wisconsin (NCAA)                 |
| 150  | Michel Dion       | Canada      | Racers d'Indianapolis             | Bleu-Blanc-Rouge de Montréal (LHJMQ)        |
| 151  | David Bossey      |             | Stingers de Cincinnati            | Fighting Irish de Notre Dame (NCAA)         |
| 152  | Terry Casey       |             | Stags du Michigan                 | Black Hawks de Saint Catharines (AHO)       |
| 153  | John Held         |             | Blazers de Vancouver              | Knights de London (AHO)                     |
| 154  | Brian Bye         |             | Mariners de San Diego             | Rangers de Kitchener (AHO)                  |
| 155  | Wayne Wilhelm     |             | Jets de Winnipeg                  | Wheat Kings de Brandon (LHCO)               |
| 156  | Marty Mathews     |             | Oilers d'Edmonton                 | Bombers de Flin-Flon (LHCO)                 |
| 157  | Mario Lessard     | Canada      | Nordiques de Québec               | Castors de Sherbrooke (LHJMQ)               |
| 158  | Bob Chase         |             | Cougars de Chicago                | Royals de Cornwall (LHJMQ)                  |
| 159  | Jack Brownschidle |             | Crusaders de Cleveland            | Fighting Irish de Notre Dame (NCAA)         |
| 160  | Jack Davies       |             | Toros de Toronto                  | Hurricanes de Thunder-Bay (LHJM)            |
| 161  | Warren Miller     |             | Whalers de la Nouvelle-Angleterre | Golden Gophers du Minnesota (NCAA)          |
| 162  | Don Dufek         |             | Fighting Saints du Minnesota      | Wolverines du Michigan (NCAA)               |
| 163  | Jan Kascak        |             | Aeros de Houston                  | Université Washington de Saint-Louis (NCAA) |

### 12etour
| Rang | Joueur          | Nationalité | Équipe AMH                        | Repêché depuis                    |
| ---- | --------------- | ----------- | --------------------------------- | --------------------------------- |
| 164  | Dan Mandryk     |             | Roadrunners de Phoenix            | Centennials de Calgary (LHCO)     |
| 165  | Kelvin Erickson |             | Racers d'Indianapolis             | Centennials de Calgary (LHCO)     |
| 166  | Jack Patterson  |             | Racers d'Indianapolis             | Chiefs de Kamloops (LHCO)         |
| 167  | Eddie Mio       |             | Blazers de Vancouver              | Tigers de Colorado College (NCAA) |
| 168  | Mike Wanchuk    |             | Jets de Winnipeg                  | Pats de Regina (LHCO)             |
| 169  | Willie Friesen  |             | Oilers d'Edmonton                 | Broncos de Swift Current (LHCO)   |
| 170  | Claude Arvisais |             | Nordiques de Québec               | Dynamos de Shawinigan (LHJMQ)     |
| 171  | Darrell Traer   |             | Cougars de Chicago                | Hurricanes de Thunder-Bay (LHJM)  |
| 172  | Serge Gamelin   |             | Crusaders de Cleveland            | Éperviers de Sorel (LHJMQ)        |
| 173  | Bill Hassard    |             | Toros de Toronto                  | Raiders de Wexford                |
| 174  | Tony White      |             | Whalers de la Nouvelle-Angleterre | Rangers de Kitchener (AHO)        |
| 175  | Reg Duncombe    |             | Fighting Saints du Minnesota      | Bruins de New Westminster (LHCO)  |
| 176  | Ron Wilson      |             | Aeros de Houston                  | Friars de Providence (NCAA)       |

### 13etour
| Rang | Joueur       | Nationalité | Équipe AMH                        | Repêché depuis                        |
| ---- | ------------ | ----------- | --------------------------------- | ------------------------------------- |
| 177  | Chuck Luksa  |             | Roadrunners de Phoenix            | Université de Toronto (CIAU)          |
| 178  | Don Whelden  |             | Racers d'Indianapolis             | Knights de London (AHO)               |
| 179  | Gary Sargent | États-Unis  | Racers d'Indianapolis             | Sugar Kings de Fargo-Moorhead (LHJMO) |
| 180  | Dave Groulx  |             | Stags du Michigan                 | Big Red de Cornell (NCAA)             |
| 181  | Jim Miller   |             | Blazers de Vancouver              | Pioneers de Denver (NCAA)             |
| 182  | Firmin Royer |             | Mariners de San Diego             | Éperviers de Sorel (LHJMQ)            |
| 183  | John Memryk  |             | Jets de Winnipeg                  | Clubs de Winnipeg (LHCO)              |
| 184  | Greg Steel   |             | Racers d'Indianapolis             | Centennials de Calgary (LHCO)         |
| 185  | Jim Murray   |             | Cougars de Chicago                | Americans du Michigan (LHJSO)         |
| 186  | Glen McLeod  |             | Crusaders de Cleveland            | Wolves de Sudbury (AHO)               |
| 187  | Robbie Moore |             | Whalers de la Nouvelle-Angleterre | Americans du Michigan (LHJSO)         |
| 188  | Robin Larson |             | Fighting Saints du Minnesota      | Golden Gophers du Minnesota (NCAA)    |
| 189  | Bob Ferriter |             | Aeros de Houston                  | Eagles de Boston College (NCAA)       |

### 14etour
| Rang | Joueur          | Nationalité | Équipe AMH                        | Repêché depuis                       |
| ---- | --------------- | ----------- | --------------------------------- | ------------------------------------ |
| 190  | Marc Gaudreault |             | Roadrunners de Phoenix            | Lakers de Lake Superior State (NCAA) |
| 191  | Pierre David    |             | Racers d'Indianapolis             | Éperviers de Sorel (LHJMQ)           |
| 192  | Scott Mabley    |             | Racers d'Indianapolis             | Greyhounds de Sault Ste. Marie (AHO) |
| 193  | John Riley      |             | Stags du Michigan                 | Spitfires de Windsor (LHJSO)         |
| 194  | Dave Otness     |             | Blazers de Vancouver              | Badgers du Wisconsin (NCAA)          |
| 195  | Bob Elinesky    |             | Mariners de San Diego             | Maroons de Chatham (LHJSO)           |
| 196  | Marcel Dumais   |             | Jets de Winnipeg                  | Castors de Sherbrooke (LHJMQ)        |
| 197  | Russ Hall       |             | Racers d'Indianapolis             | Clubs de Winnipeg (WCHL)             |
| 198  | Michel Dubois   |             | Cougars de Chicago                | Saguenéens de Chicoutimi (LHJMQ)     |
| 199  | Doug Allan      |             | Crusaders de Cleveland            | Bruins de New Westminster (LHCO)     |
| 200  | Cliff Cox       |             | Whalers de la Nouvelle-Angleterre | Wildcats du New Hampshire (NCAA)     |
| 201  | Joe Baker       |             | Fighting Saints du Minnesota      | Vulcans de St.-Paul (LHJM)           |
| 202  | John McMorrow   |             | Aeros de Houston                  | Friars de Providence (NCAA)          |

### 15etour
| Rang | Joueur         | Nationalité | Équipe AMH                        | Repêché depuis                       |
| ---- | -------------- | ----------- | --------------------------------- | ------------------------------------ |
| 203  | Kim Gellert    |             | Roadrunners de Phoenix            | Lakers de Lake Superior State (NCAA) |
| 204  | Graham Hall    |             | Racers d'Indianapolis             | Raiders de Wexford                   |
| 205  | Bill Best      |             | Racers d'Indianapolis             | Wolves de Sudbury (AHO)              |
| 206  | Walt Kyle      |             | Blazers de Vancouver              | Black Hawks de Waterloo (USHL)       |
| 207  | Mitch Giroux   |             | Mariners de San Diego             | Biltmores de Guelph                  |
| 208  | Mike St. Cyr   |             | Racers d'Indianapolis             | Rangers de Kitchener (AHO)           |
| 209  | Reggie Lemelin |             | Cougars de Chicago                | Castors de Sherbrooke (LHJMQ)        |
| 210  | Gordon Stewart |             | Crusaders de Cleveland            | Chiefs de Kamloops (LHCO)            |
| 211  | Dave Staffen   |             | Whalers de la Nouvelle-Angleterre | 67 d'Ottawa (AHO)                    |
| 212  | Tony Dorn      |             | Fighting Saints du Minnesota      | Ducs de Trois-Rivières (LHJMQ)       |
| 213  | Craig Norwich  |             | Aeros de Houston                  | Badgers du Wisconsin (NCAA)          |

### 16etour
| Rang | Joueur         | Nationalité | Équipe AMH                        | Repêché depuis                   |
| ---- | -------------- | ----------- | --------------------------------- | -------------------------------- |
| 214  | Ron Hawkshaw   |             | Roadrunners de Phoenix            | Université de Waterloo (CIAU)    |
| 215  | Rod Tordoff    |             | Racers d'Indianapolis             | Broncos de Swift Current (LHCO)  |
| 216  | Doug Counter   |             | Racers d'Indianapolis             | Tigers d'Aurora                  |
| 217  | Bob Blanchet   |             | Mariners de San Diego             | Rangers de Kitchener (AHO)       |
| 218  | Mitch Rabin    |             | Racers d'Indianapolis             | Trappers de North Bay            |
| 219  | Peter Tighe    |             | Whalers de la Nouvelle-Angleterre | Knights de London (AHO)          |
| 220  | Reed Larson    | Canada      | Fighting Saints du Minnesota      | Stars Junior du Minnesota (USHS) |
| 221  | Kevin McDonald |             | Aeros de Houston                  | Falcons de Bowling Green (NCAA)  |

### 17etour
| Rang | Joueur         | Nationalité | Équipe AMH                        | Repêché depuis                  |
| ---- | -------------- | ----------- | --------------------------------- | ------------------------------- |
| 222  | Yves Plouffe   |             | Racers d'Indianapolis             | Éperviers de Sorel (LHJMQ)      |
| 223  | Jim Chicoyne   |             | Racers d'Indianapolis             | Wheat Kings de Brandon (LHCO)   |
| 224  | Brian Durocher |             | Whalers de la Nouvelle-Angleterre | Olympics de Springfield (NEJHL) |
| 225  | Kym Yackel     |             | Fighting Saints du Minnesota      | South St. Paul (USHS)           |
| 226  | Ian MacPhee    |             | Aeros de Houston                  | Broncos de Swift Current (LHCO) |

### 18etour
| Rang | Joueur       | Nationalité | Équipe AMH                        | Repêché depuis                   |
| ---- | ------------ | ----------- | --------------------------------- | -------------------------------- |
| 227  | Brian Barker |             | Racers d'Indianapolis             | Éperviers de Sorel (LHJMQ)       |
| 228  | Colin Ahern  |             | Whalers de la Nouvelle-Angleterre | Huskies de Tyngsboro (USHS)      |
| 229  | Dana Decker  |             | Fighting Saints du Minnesota      | Americans du Michigan (LHJSO)    |
| 230  | Don Hay      |             | Aeros de Houston                  | Bruins de New Westminster (LHCO) |

### 19etour
| Rang | Joueur        | Nationalité | Équipe AMH                        | Repêché depuis                |
| ---- | ------------- | ----------- | --------------------------------- | ----------------------------- |
| 231  | Rick Fraser   | Canada      | Racers d'Indianapolis             | Generals d'Oshawa (AHO)       |
| 232  | Dwayne Byers  | Canada      | Whalers de la Nouvelle-Angleterre | Castors de Sherbrooke (LHJMQ) |
| 233  | John Rolstein | États-Unis  | Fighting Saints du Minnesota      | Équipe Jr. de Grand Rapids    |

### 20etour
| Rang | Joueur        | Nationalité | Équipe AMH            | Repêché depuis    |
| ---- | ------------- | ----------- | --------------------- | ----------------- |
| 234  | Larry Jacques | Canada      | Racers d'Indianapolis | 67 d'Ottawa (AHO) |

### 21etour
| Rang | Joueur    | Nationalité | Équipe AMH            | Repêché depuis             |
| ---- | --------- | ----------- | --------------------- | -------------------------- |
| 235  | Bob Volpe | Canada      | Racers d'Indianapolis | Wolves de Sudbury (AHO)    |
| 236  | Tom Wynne | Canada      | Jets de Winnipeg      | Royals de Cornwall (LHJMQ) |